# Gustave Macé
Gustave-Placide Macé (* 1835 in Paris; † 1904 ebenda) war ein französischer Polizeichef.

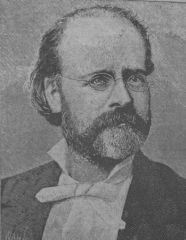
Gustave Macé (etwa 1883)

Er war der Chef der Pariser Kriminalpolizei (Sûreté National) und erregte Aufsehen mit der Veröffentlichung seiner Memoiren, die eine Mischung aus persönlichen Erlebnissen, Lebensschicksalen und (nicht selten anonymen) Briefen waren. Seine Bücher bildeten eine der Grundlagen zu der modernen Forensik und eine Inspirationsquelle zur Romanreihe Maigret von Georges Simenon.

## Werke
- La police parisienne. Crimes impunis. Paris, E. Fasquelle, 1897.
- La police parisienne. Gibier de Saint-Lazare. Paris, G. Charpentier, 1888.
- La police parisienne. Les Femmes criminelles. Paris, E. Fasquelle, 1904.
- La police parisienne. Mes lundis en prison. Paris, G. Charpentier, 1888.
- La police parisienne. Mon musée criminel. Paris, G. Charpentier, 1890.
- La police parisienne. Mon premier crime. Paris, G. Charpentier, 1885.
- La police parisienne. Un joli monde. Paris, G. Charpentier, 1887.
- Le service de sûreté par son ancien chef. Paris, Charpentier, 1885.